# キキ・ムサンパ
キツィト・”キキ”・ムサンパ（Kizito Musampa、1977年7月20日-）はザイール共和国（現コンゴ民主共和国）・キンシャサ出身、オランダ国籍の元プロサッカー選手。
Kリーグ時代の登録名はムサンパ（ハングル: 무삼파）。
主にアヤックス・アムステルダム、ボルドー、マラガCF、アトレティコ・マドリード、マンチェスター・シティFCなどでプレーした。また、U-20、U-21オランダ代表として28試合に出場している。
ポジションは左サイドハーフ。俊足とフリーキックを武器とする。

## クラブキャリア

### アヤックス、ボルドー
ザイール（現コンゴ民主共和国）・キンシャサ生まれのムサンパは、アヤックス・アムステルダムのユースに加入し、2シーズンで31試合に出場し、6得点を記録した。1997年、1998 FIFAワールドカップにオランダ代表として出場することを目指し、さらなる経験を積むためにFCジロンダン・ボルドーに移籍したが、フース・ヒディンク率いる代表チームのメンバーに名を連ねることはできなかった。

### マラガ、アトレティコ・マドリード
フランスで2シーズンを過ごした後の1999年、スペインのマラガCFへ移籍。ここでは4シーズンで94試合に出場し、22得点を記録した。
2003年、マラガとの契約満了に伴いアトレティコ・マドリードと年俸300万ユーロの5年契約を結ぶ。移籍初年度は26試合に出場し2得点を記録したものの、2年目には控えに降格し、2004-05シーズンは12月末までで8試合の出場にとどまった。

### マンチェスター・シティ
2005年1月、プレミアリーグ・マンチェスター・シティFCへレンタル移籍。シティでの初ゴールはリヴァプールFC戦での試合終了間際のボレーでのゴールであり、スチュアート・ピアース監督にシティでの初勝利をプレゼントすることとなった 。また、2-1で勝利したアストン・ヴィラFC戦の2点目 、UEFAカップ 2005-06のミドルズブラFC戦の同点弾（チームは結局敗退）を奪い、半年間で、14試合3得点の成績を残した。
2005年6月、レンタル移籍が延長されマンチェスター・シティでの2年目を迎えた 。 開幕当初はレギュラーとしてプレーしたものの、12月にポジションを失い、その後は不定期にしか出場機会を得られなくなった。また、出場機会の大半は中盤中央でのものとなった。2005-06シーズン終了をもって、アトレティコ・マドリードへ復帰。

### トラブゾンスポル、AZ
2006年8月30日、フリートランスファーでトルコのトラブゾンスポルへ移籍し、3年契約を結んだ。
トラブゾンスポルを退団後、プレミアリーグのサンダーランドAFCの練習に参加したものの 、最終的には契約に至らなかった 。オランダに帰国後、エール・ディヴィジのAZアルクマールの練習に参加し、2007年11月にシーズン終了までの契約を結んだが、2008年1月に契約を解除され退団となった。

### FCソウル
メジャーリーグサッカーのトロントFCでトライアルを受けるも入団には至らず、2008年3月、韓国・KリーグのFCソウルと2年契約を締結 。しかし、リーグ戦3試合とリーグカップ2試合に出場したのみで、両者合意の下、2008年6月に契約を解除した。

### ヴィレムⅡ
2009年3月14日、オランダのウィレムIIと契約。

### メス
2009年9月、フランスの FCメスのトライアルに参加し、親善試合で1ゴールを挙げたものの、最終的に契約を勝ち取ることはできず、結局引退を発表した。

## 代表歴
U-20 オランダ代表として1995年 FIFAワールドユース選手権に参加し、グループリーグの3試合すべてに出場したが、チームはグループステージで敗退した。 その後U-21 オランダ代表の主力として25試合、8得点を記録した。これは、現在でも出場数・得点数ともにこの世代のオランダ代表としては上位10人に入るものである。 
また、マンチェスター・シティでの活躍が評価され、ルーマニア戦およびフィンランド戦に向けたA代表に選出されたもの、試合に出場することはなかった。

## 獲得タイトル
アヤックス・アムステルダム
- インターコンチネンタルカップ：1回（1995年）
- UEFAチャンピオンズリーグ：1回（1994-95）
- UEFAスーパーカップ：1回（1995年）
- エールディヴィジ：2回（1994-95、1995-96）
- スーパーカップ：1回（1995）

ボルドー
- リーグ・アン：1回（1998-99）

マラガ
- UEFAインタートトカップ：1回（2002）